# Sean Tucker
Sean Tucker (* 23. Februar 1973 in Barrie, Ontario) ist ein kanadischer Schauspieler und Filmproduzent.

## Leben
Tucker wurde am 23. Februar 1973 in Barrie geboren. Er wuchs in der Stadt Belleville auf. Er ist Absolvent der Theaterfakultät der Universität Ottawa. Am ersten Tag lernte er dort seine spätere Ehefrau kennen. Die beiden haben gemeinsam drei Kinder. Er war Mitbegründer und langjähriger Geschäftsführer des New Ottawa Repertory Theatre (N.O.R.T.). Eine erste Rolle hatte er 2001 im Kurzfilm Hellgig. 2002 hatte er eine Nebenrolle beim Regiedebüt von George Clooney im Film Geständnisse – Confessions of a Dangerous Mind inne. In den nächsten Jahren folgten Besetzungen in Nebenrollen in Spielfilmen und kleinere Rollen in Fernseh- oder Miniserien. So spielte er 2006 in der Miniserie 10.5 – Apokalypse in zwei Episoden mit, wirkte im selben Jahr in drei Episoden der Miniserie Bethune in der Rolle des Allan Gorman mit und war ab demselben Jahr bis 2007 in vier Episoden der Fernsehserie Rumours in der Rolle des Seymour Pressman zu sehen. 2009 wirkte er im Thriller Summer’s Moon in der Rolle des Cliff mit. Im selben Jahr erschien mit dem Kurzfilm The Asshole sein erstes Projekt als Produzent. Zwei Jahre später verkörperte er im Katastrophenfernsehfilm Metal Tornado die Rolle des Sheriffs Joe Riley. Seine bis dato größte Rolle stellte er 2015 in insgesamt elf Episoden der Fernsehserie Helix als Landry dar. 2020 hatte er eine Nebenrolle als Robert im Filmdrama Pieces of a Woman inne.

## Filmografie (Auswahl)

### Schauspiel
- 2001: Hellgig (Kurzfilm)
- 2002: Geständnisse – Confessions of a Dangerous Mind (Confessions of a Dangerous Mind)
- 2003: View of Terror (Fernsehfilm)
- 2003: E.D.N.Y. (Fernsehfilm)
- 2004: Todes-Date (Decoys)
- 2004: Matchball für die Liebe (15/Love, Fernsehserie)
- 2005: The Last Sign
- 2005: Guy X – Niemand denkt an Grönland (Guy X)
- 2005: A Buck Ten (Kurzfilm)
- 2006: 10.5 – Apokalypse (10.5: Apocalypse, Miniserie, 2 Episoden)
- 2006: Bethune (Miniserie, 3 Episoden)
- 2006–2007: Rumours (Fernsehserie, 4 Episoden)
- 2007: On Guard: Episode 1 (Kurzfilm)
- 2007: Hexwrench (Kurzfilm)
- 2007: Blind Trust (Fernsehfilm)
- 2007: Connections (Kurzfilm)
- 2007: I Me Wed (Fernsehfilm)
- 2007: The Jon Dore Television Show (Fernsehserie, Episode 1x06)
- 2008: Girl's Best Friend (Fernsehfilm)
- 2008: The Watch (Fernsehfilm)
- 2008: Crossing Nirvana
- 2009: A Sister's Secret (Fernsehfilm)
- 2009: The Asshole (Kurzfilm)
- 2009: Whiteout
- 2009: Summer’s Moon
- 2010: Donkey
- 2010: The Boy She Met Online
- 2010: The Stepson (Fernsehfilm)
- 2010: Nazareth: Special Features
- 2010: Dead Lines (Fernsehfilm)
- 2011: Sacrifice
- 2011: Weiblich, tödlich, sucht... – Wer ist Carrie? (The Perfect Roommate, Fernsehfilm)
- 2011: Metal Tornado (Fernsehfilm)
- 2011: The Righteous Tithe
- 2011: Blue Moon – Als Werwolf geboren (The Howling: Reborn)
- 2012: Being Human (Fernsehserie, Episode 2x04)
- 2012: Eddie
- 2012: Speak of the Devil (Kurzfilm)
- 2012: A Nanny’s Revenge (Fernsehfilm)
- 2013: A Sister's Revenge (Fernsehfilm)
- 2013: Crook
- 2013: Clara’s Deadly Secret (Fernsehfilm)
- 2014: The Best Laid Plans (Miniserie, Episode 1x03)
- 2014: The Girl He Met Online (Fernsehfilm)
- 2014: The Garage (Kurzfilm)
- 2014: Das Date Gewitter (Hit by Lightning)
- 2014: A Stranger in My Home (Fernsehserie, Episode 2x01)
- 2015: Helix (Fernsehserie, 11 Episoden)
- 2015: Definition of Fear
- 2016: Corrupt
- 2016: Deadly Daughters (Fernsehfilm)
- 2016: Love on a Limb (Fernsehfilm)
- 2016: Tell the World
- 2016: The Art of More – Tödliche Gier (The Art of More, Fernsehserie, Episode 2x07)
- 2016: The Rooftop Christmas Tree (Fernsehfilm)
- 2017: Eyewitness (Fernsehfilm)
- 2017: Working on the Edge (Kurzfilm)
- 2017: Real Detective (Fernsehdokuserie, Episode 2x05)
- 2017: The Perfect Soulmate (Fernsehfilm)
- 2017: Last Call
- 2018: Sidelined (Fernsehfilm)
- 2018: Eine zweite Meinung (Second Opinion, Fernsehfilm)
- 2018: The Sweetheart (Fernsehfilm)
- 2019: Terrified at 17 (Fernsehfilm)
- 2019: Long Shot – Unwahrscheinlich, aber nicht unmöglich (Long Shot)
- 2019: The Narcissist (Fernsehfilm)
- 2019: Christmas Jars (Fernsehfilm)
- 2019: Matchmaker Mysteries (Miniserie, Episode 1x01)
- 2020: Hotwired in Suburbia
- 2020: The Bold Type – Der Weg nach oben (The Bold Type, Fernsehserie, Episode 4x09)
- 2020: Pieces of a Woman
- 2020: Fatman
- 2022: Transplant (Fernsehserie, Episode 2x05)
- 2022: Untitled Noah Centineo/Netflix Spy Project (Fernsehserie, Episode 1x05)

### Produktion
- 2009: The Asshole (Kurzfilm)
- 2010: Nazareth: Special Features
- 2011: The Righteous Tithe
- 2014: The Garage (Kurzfilm)